# 四碘化锆
四碘化锆是一种无机化合物，化学式为ZrI4。它是橙色固体，遇水分解。它是金属锆提纯的重要中间体。

## 结构
和大多数二元金属卤化物一样，它具有聚合物结构。X射线衍射表明，该化合物是由八面体Zr(IV)中心组成的聚合物，其单体具有一对末端I−配体和四个I−桥配体。 Zr-I的距离为2.692（末端）和3.030 Å。

## 结构与反应
四碘化锆具有挥发性，以ZrI4四面体分子的形式升华。它可由金属锆粉和碘的化合物反应制得。
Zr + 2 I2 → ZrI4
四碘化锆在热金属丝上的热分解反应是工业上金属锆商业化生产的第一个反应。晶棒法由Anton Eduard van Arkel和Jan Hendrik de Boer在1925年提出。

## 簇合物
Zr-I可以形成簇合物，如Zr6I12C、CsZr6I14C等，后者由四碘化锆、锆、石墨和碘化铯于850°C的反应制得。B、Al、Si键合的Zr-I簇也有报道。